# 丸紅エレネクスト
丸紅エレネクスト株式会社（まるべにエレネクスト、英:Marubeni Ele-Next Co., Ltd.）は大阪市北区に本社を置く、電気機器接続部品や流体継手、産業設備などの販売を主な事業とする丸紅グループの企業である。

## 概要
1972年に日本端子株式会社と日本モレックス合同会社の支援のもと、「株式会社河野商店」として設立された。その後、複数回の社名変更や事業拡大を経て、2021年に現社名となった。
同社は3M、Stäubli、日本航空電子工業、ヒロセ電機、イリソ電子工業、日本ワイドミュラー、Schlegel、Mercotac、OMNETICS、Glenairなど、国内外の主要メーカーと代理店契約を結び、エレクトロニクス関連製品や自動制御部品の販売を通じて、先進的な技術を市場に提供している。
2024年4月1日、丸紅エレネクストは株式会社ソルトンと合併し、新生「丸紅エレネクスト株式会社」として再出発した。

## 事業所一覧
本社
- 大阪府大阪市北区堂島1-6-20　堂島アバンザ

汎用部品カンパニー
- 仙台支店 - 仙台市青葉区中央4-6-1　SS30
- 関東支店（川越）- 川越市脇田本町11-15　損保ジャパン川越ビル
- 関東支店（新横浜）- 横浜市港北区新横浜2-7-2
- 浜松支店 - 浜松市中央区砂山町325-34　ニッセイ浜松駅前アネックス
- 名古屋支店 - 名古屋市中区錦1-4-6　大樹生命名古屋ビル
- 北陸出張所 - 富山市桜橋通り6-11　富山フコク生命第2ビル7階
- 京滋支店 - 京都市下京区東塩小路町608-9　日本生命京都三哲ビル
- 大阪支店 - 大阪市北区堂島1-6-20　堂島アバンザ

- 姫路支店 - 姫路市南駅前町100　姫路パラシオ2ビル
- 四国支店 - 高松市藤塚町1-10−30　ベストアメニティ高松ビル
- 九州支店 - 福岡市博多区博多駅前2-19-24　大博センタービル

特殊部品カンパニー
- 関東支店（新横浜）- 横浜市港北区新横浜2-7-2
- 名古屋支店 - 名古屋市中区錦1-4-6　大樹生命名古屋ビル
- 大阪支店 - 大阪市北区堂島1-6-20　堂島アバンザ

物流拠点
- 商品本部 - 寝屋川市豊里町33-1
- 関東物流 - 柏市大青田724-2（丸紅ロジスティクス株式会社外部委託倉庫）

## 関連会社

### 国外
- 香港新世代電子有限公司（香港）

### 丸紅グループ電子部品事業会社
- Marubeni Shanghai（中国・上海）
- Marubeni Vietnam (Hanoi Branch)（ベトナム・ハノイ）
- DTDS Group（シンガポール本社）